# Mazakovův dům
Mazakovův dům (bulharsky Мазаковата къща (Mazakovata kăšta) je měšťanský dům z období bulharského národního obrození. Nachází se v architektonické rezervaci Staré Karlovo v centru města Karlovo v Plovdivské oblasti v jižním Bulharsku. Má status kulturní památky.

## Charakteristika
Byl postaven pravděpodobně v roce 1848 karlovským pedagogem Christem pop Vasilevem, proto se mu někdy říká i Dům Christa Vasileva. Stefan Mazakov byl zeť Christa pop Vasileva, národní buditel a hrdina bojů v Šipčenském průsmyku během osvobozenecké války a z tohoto důvodu byl dům později po něm pojmenován. V současnosti se v domě nachází etnografická expozice karlovského Historického muzea. Expozice se věnuje období konce 19. a počátku 20. století, přičemž každý z pokojů je zaměřen na konkrétní téma. Jedna z expozic představuje i pracovnu Stefana Mazakova, po kterém je dům pojmenován.